# Macrodasys neapolitanus
Macrodasys neapolitanus är en djurart som tillhör fylumet bukhårsdjur, och som beskrevs av Papi 1957. Macrodasys neapolitanus ingår i släktet Macrodasys och familjen Macrodasyidae. Inga underarter finns listade i Catalogue of Life.